# Giovanni Leone (científico)
Giovanni Leone (Agrigento, 10 de febrero de 1967)  es un geofísico y vulcanólogo italiano. Su principal actividad es el estudio de la geología planetaria y la vulcanología del Sistema Solar. Obtuvo la atención de muchos periódicos internacionales en 2014 después de que propuso que Valles Marineris en Marte estaba formado por lava y no por agua. En el mismo año obtuvo los resultados de simulaciones por computadora en 3D que muestran una vez más cómo se formó la dicotomía marciana, con el grande impacto polar del sur (GIPS) como una hipótesis alternativa al grande impacto polar del norte (GIPN). Los modelos 2D del GIPS ya fueron desarrollados por otros autores desde 2006. En 2016 validó esta hipótesis con el descubrimiento de 12 alineaciones volcánicas en el hemisferio sur de Marte como el modelo 3D GIPS predijo. Sus observaciones de los canales de lava y de las redes fluviales que se propagan desde los volcanes, junto con la presencia de olivinos inalterados desde la era de Noachiano, desafían las vistas anteriores de un Marte cálido y húmedo que tenía un océano de agua.

## Primeros años
Su padre Giuseppe trabajaba en policía y su madre Rosalia Gandolfo era ama de casa. Después de los primeros seis años que pasó en Agrigento, donde su padre trabajaba en la Prefectura local, su familia se mudó a su ciudad natal original de Palermo, en Sicilia. De niño, pronto mostró una brillante actitud para la ciencia Durante sus años en la escuela primaria se fascinó con las estrellas y comenzó a dibujar en un libro de ejercicios las constelaciones observadas en el cielo. A la edad de 15 años, su padre le regaló un telescopio Newton portátil de 114 mm de diámetro y comenzó a observar el cielo desde su casa y desde las montañas de Madonie con su compañero de escuela y el astrofotógrafo Carmelo Zannelli. Juntos observaron la cometa de Halley durante el pasaje de 1986 y tomaron varias fotos con sus pequeños telescopios Newton desde un estacionamiento de Piano Battaglia en las montañas Madonie (Sicilia Central).

## Carrera
A partir de 1986, año de su diploma Liceo Scientifico, comenzó a dirigir su interés hacia los planetas del Sistema Solar, prestando especial atención a los planetas rocosos del Sistema Solar interior. En este punto, pensó que solo el estudio de las Ciencias Geológicas le habría ayudado a comprender mejor las estructuras internas de los planetas. Así que decidió registrarse en el curso de laurea en Ciencias Geológicas en la Universidad de Palermo con especialización en geofísica. Después de obtener su laurea en Ciencias Geológicas, decidió tener una experiencia de popularización de la astronomía en la televisión.
En los años de 1993 a 1995, fue coautor y presentador en la televisión local de Palermo, Canale 21, de dos programas titulados "A come Astronomia" y "Nova", respondiendo a las preguntas del público en vivo. Estos son los años en los que comenzó a tener las primeras dudas sobre la existencia de agua en Marte. En 1996 comenzó su primer doctorado en la Universidad de Lancaster (Reino Unido) bajo la supervisión del profesor Lionel Wilson.
En 1997, cambió su registro en la Universidad de Lancaster a tiempo parcial y regresó a Palermo para permanecer cerca de su familia y continuar sus estudios desde allí. En 2001, tuvo la oportunidad de un puesto de investigación remunerado en la Universidad de Lecce (ahora Universitá del Salento) para trabajar en los estudios preliminares de la misión Spirit a Marte en colaboración con el Centro de Investigación Ames de la NASA. Un año después, regresó a Palermo para quedarse con su familia y al mismo tiempo finalizar su primer doctorado (2007).
En 2008 fue invitado por el JPL de la NASA en Pasadena para una charla sobre la ciencia de Io (la luna volcánica de Jupiter), el tema principal de su tesis doctoral relacionada con la misión de Galileo a Júpiter. En 2011, decidió obtener otro doctorado en el Politécnico Federal de Zurigo (Suiza) para completar su conocimiento de los planetas desde la superficie hasta el núcleo. Reforzado por la experiencia previa obtenida durante el primer doctorado y la posición de investigación, usó el software de su supervisor, el profesor Paul James Tackley y del profesor colaborador Taras Gerya, para modelar en 3D el GIPS en Marte. Esta experiencia, que comenzó como una mera prueba de los códigos termomecánicos de I3ELVIS y StagYY, se convirtió en una sorprendente serie de descubrimientos que cambiaron la forma en que Marte se ve hoy.
En 2013 nombró los siguientes volcanes en Marte, aprobados por el Grupo de Trabajo para la Nomenclatura del Sistema Planetario: Aonia Mons, Aonia Tholus, Electris Mons, Eridania Mons, Sirenum Mons, Sirenum Tholus. En 2014 publicó los resultados de su trabajo de modelado 3D de la dicotomía marciana y los resultados de su estudio de Valles Marineris como un canal volcánico producido por la erosión de la lava. En 2016, validó la hipótesis GIPS a través del descubrimiento de 12 alineaciones volcánicas en la superficie de Marte. 
En 2018 empezó a trabajar en el Instituto de Astronomía y Ciencias Planetarias de la Universidad de Atacama.

## Actualidad
Giovanni Leone ha dirigido el Instituto de Astronomía y Ciencias Planetarias de la Universidad de Atacama. Además, investiga en la línea de geología planetaria y vulcanología en la misma institución como cuerpo no regular con varios proyectos de investigación interdisciplinaria entre astronomía y ciencias planetarias. También es editor invitado del Journal of Volcanology and Geothermal Research y es editor de un proyecto de libro para Springer titulado "Marte: un mundo volcánico".